# Kimberly Brooks
Kimberly Brooks est une actrice américaine.

## Biographie
Kimberly Brooks interprète des personnages dans des jeux vidéo depuis le milieu des années 1990. Elle a joué Luna dans la franchise Scooby-Doo, Ashley Williams dans la série Mass Effect, Stormy dans Winx Club, Buena Girl de ¡Mucha Lucha ! , Barbara Gordon / Oracle dans la série de jeux vidéo Batman: Arkham (2009-2011), Shinobu Jacobs dans No More Heroes et No More Heroes 2: Desperate Struggle,  Princesse Allura de Voltron: Legendary Defender, Mee Mee dans Le Laboratoire de Dexter, Jasper dans Steven Universe et Robin Ayou dans Subnautica: Below Zero .
Kimberly Brooks remporte un BAFTA Award dans la catégorie du meilleur second pour son interprétation d'Hollis Forsythe dans le jeu vidéo Psychonauts 2.

## Filmographie

### Film
| Année | Titre                                                             | Rôle                                            |
| ----- | ----------------------------------------------------------------- | ----------------------------------------------- |
| 1999  | Scooby-Doo et le Fantôme de la sorcière                           | Luna                                            |
| 2001  | Jimmy Neutron, un garçon génial                                   | Zachery / Journaliste / Angie                   |
| 2002  | La Famille Delajungle, le film                                    | Tally                                           |
| 2003  | Scooby-Doo et les Vampires                                        | Luna                                            |
| 2003  | Batman : La Mystérieuse Batwoman                                  | Kathleen « Kathy » Duquesne                     |
| 2004  | ¡Mucha Lucha!: The Return of El Maléfico                          | Buena Girl                                      |
| 2005  | Dinotopia : À la recherche de la roche solaire                    | Skybax femelle                                  |
| 2005  | Les Contes de la crèche: Blanche-Neige                            | Les chatons / L'animal de la forêt              |
| 2006  | Georges le petit curieux                                          | Voix additionnelle                              |
| 2006  | Shuriken School: The Ninja's Secret                               | Jimmy B                                         |
| 2007  | Superman : Le Crépuscule d'un dieu                                | Docteur Murphy                                  |
| 2010  | Winx Club 3D : L'Aventure magique                                 | Stormy                                          |
| 2014  | La Ligue des justiciers : Guerre                                  | Darla                                           |
| 2017  | Children of Ether                                                 |                                                 |
| 2019  | Les Enfants du temps                                              | Voix additionnelle                              |
| 2019  | Manou à l'école des goélands                                      | Voisine mouette                                 |
| 2019  | Promare: Galo-hen                                                 | Thyma                                           |
| 2019  | Promare: Lio-hen                                                  | Thyma                                           |
| 2019  | Wonder Woman: Bloodlines                                          | Cheetah / Giganta                               |
| 2019  | Les Incognitos                                                    | Voiture de Lance                                |
| 2019  | Audi Presents: Lunch Break                                        | Voiture de Lance                                |
| 2020  | Batman : Un deuil dans la famille                                 | Policier #1 / Journaliste #1                    |
| 2020  | DC Showcase: Adam Strange                                         | Alanna / Diane / Meyra                          |
| 2021  | Space Jam : Nouvelle Ère                                          | Voix additionnelle                              |
| 2021  | Georges le petit curieux : Cap vers l'aventure                    | Gwen / Garde-côte                               |
| 2022  | Tom et Jerry au pays des neiges                                   | Policier des Neiges / Petite Fille              |
| 2022  | Teen Titans Go! & DC Super Hero Girls: Pagaille dans le multivers | Bumblebee                                       |
| 2022  | Journal d'un dégonflé : Rodrick fait sa loi                       | Présentatrice télé                              |
| 2023  | Baby Shark : la grande aventure                                   | Vola                                            |
| 2023  | Animal Crossing Christmas Festival: The Movie!                    | Pango                                           |
| 2024  | Megamind contre Doom Syndicate                                    | Voix additionnelle                              |
| 2024  | The Day the Earth Blew Up: A Looney Tunes Movie                   | Client du café / Ordinateur du vaisseau spatial |

### Télévision
| Années      | Titres                                           | Rôles | Notes                                                |
| ----------- | ------------------------------------------------ | --- | ---------------------------------------------------- |
| 1996 - 2001 | Le Laboratoire de Dexter                         | Mee Mee | 4 épisodes                                           |
| 1998        | Ace & Avery                                      | Ace |                                                      |
| 1999        | Dexter's Laboratory: Ego Trip                    | Mee Mee / Femme #3 / Femme #5                                                                                                  | Téléfilm                                             |
| 1999        | Les Supers Nanas                                 | Mère #1 / Sœur / Petit frère Joey                                                                                              | 1 épisode 1 épisode                                  |
| 2001        | Les Razmoket                                     | Lucy jeune | Saison 7, épisode 13                                 |
| 2001        | Jason et les héros de l'Olympe                   | Voix additionnelle |                                                      |
| 2001 - 2004 | Static Choc                                      | Puff Madelyn Spaulding | 5 épisodes 2 épisodes                                |
| 2001 - 2004 | Ginger                                           | Chantel Cheerleaders | 1 épisode 1 épisode                                  |
| 2002        | Totally Spies!                                   | Makita | Saison 1, épisode 12                                 |
| 2002        | Qu'est-il arrivé à Robot Jones ?                 | Mme Kavendish | Saison 1, épisode 5                                  |
| 2002 - 2003 | Ozzy et Drix                                     | Christine Kolchuck | 3 épisodes                                           |
| 2002 - 2003 | Quoi d'neuf Scooby-Doo ?                         | Janet Lawrence / Elliott Binder Phylidia Flanders Elliott Binder Dusk                                                          | 1 épisode 1 épisode 1 épisode                        |
| 2002 - 2005 | ¡Mucha Lucha!                                    | Buena Girl | 27 épisodes                                          |
| 2003        | Mes parrains sont magiques                       | Walla | Saison 5, épisode 1                                  |
| 2003        | La Ligue des justiciers                          | Mme Saunders | Saison 2, épisode 23                                 |
| 2003 - 2005 | Rudy à la craie                                  | Cleopatra Boris Rhemus Margaret                                                                                                | 1 épisode 2 épisodes 1 épisode                       |
| 2004 - 2005 | Danny Fantôme                                    | Angela Foley | 3 épisodes                                           |
| 2005        | Teen Titans : Les Jeunes Titans                  | Sarasim | Saison 4, épisode 4                                  |
| 2005        | Rugrats Pre-School Daze                          | Noah | Saison 1, épisode 3                                  |
| 2005        | Danger Rangers                                   | Garçon et fille #2 | Saison 1, épisode 3                                  |
| 2005 - 2007 | Razbitume !                                      | Médecin / Garçon McT / Sammy                                                                                                   | 1 épisode 1 épisode                                  |
| 2006        | Hi Hi Puffy AmiYumi                              | Jill | Saison 3, épisode 4                                  |
| 2006 - 2007 | Shuriken School                                  | Jimmy B | 26 épisodes                                          |
| 2007        | Chowder                                          | Chutney | Saison 1, épisode 6                                  |
| 2007        | Random! Cartoons                                 | Super John Doe Jr. | saison 1, épisode 19                                 |
| 2007 - 2017 | The Big Bang Theory                              | Voix du téléphone Voix de l'ordinateur                                                                                         | Saison 1, épisode 7 Saison 10, 2 épisodes            |
| 2010        | Agent Spécial Oso                                | | Saison 1, épisode 23                                 |
| 2010        | Phinéas et Ferb                                  | Voix additionnelle | Saison 2, épisode 36                                 |
| 2010 - 2013 | Scooby-Doo : Mystères associés                   | Luna Cassidy Williams | 2 épisodes 2 épisodes                                |
| 2012        | Souvenirs de Gravity Falls                       | Voix additionnelle | Saison 1, épisode 10                                 |
| 2012        | Motorcity                                        | Mme Gordy | Saison 1, épisode 15                                 |
| 2011 - 2015 | Winx Club                                        | Stormy | 109 épisodes                                         |
| 2012 - 2014 | Ben 10: Omniverse                                | Princess Looma Rayona Serena Starbeard Rook Bralla                                                                             | 4 épisodes 3 épisodes 2 épisodes 1 épisode 1 épisode |
| 2012 - 2019 | Docteur La Peluche                               | Dr Maisha McStuffins | 61 épisodes                                          |
| 2013        | A Dog's Life                                     | Mima | Téléfilm                                             |
| 2013        | Ultimate Spider-Man                              | Amanda Cage | 2 épisodes                                           |
| 2014        | Mon oncle Charlie                                | Voix de l'ordinateur | Saison 11, épisode 16                                |
| 2014        | Les mystères de Gravity Falls                    | Sassica | Saison 4, épisode 2                                  |
| 2014        | The Boondocks                                    | Brownee Point | 3 épisodes                                           |
| 2014 - 2023 | South Park                                       | Linda Black | 7 épisodes                                           |
| 2015        | C'est pas moi !                                  | Voix du GPS | Saison 2, épisode 8                                  |
| 2015        | Vixen                                            | Mari jeune | 2 épisodes                                           |
| 2015 - 2016 | Corniche et cahuète                              | Voix additionnelle | 2 épisodes                                           |
| 2015 - 2017 | Steven Universe                                  | Jasper | 7 épisodes                                           |
| 2015 - 2017 | Trop cool, Scooby-Doo !                          | Mallory O'Neill Brady Femme d'affaires                                                                                         | 1 épisode 1 épisode 1 épisode                        |
| 2015 - 2019 | The Stinky & Dirty Show                          | Jumpy Carla Miss Bee | 8 épisodes 2 épisodes 1 épisode                      |
| 2016        | Sanjay et Craig                                  | Bertha Van Weld Kelley | 1 épisode 1 épisode                                  |
| 2016        | Pure Genius                                      | Sheila Evans | Saison 1, épisode 1                                  |
| 2016        | Papa a un plan                                   | Voix du système de navigation                                                                                                  | Saison 1, épisode 8                                  |
| 2016 - 2018 | Voltron, le défenseur légendaire                 | Allura | 71 épisodes                                          |
| 2016 - 2019 | Shimmer et Shine                                 | Fille génie | 9 épisodes                                           |
| 2017        | Didi et l'Œuf                                    | Kimmy | 3 épisodes                                           |
| 2017        | DC Super Hero Girls                              | Mari McCabe Lightning | 1 épisode 2 épisodes                                 |
| 2017        | Voltron Legendary Defender Motion Comic          | Allura | 6 épisodes                                           |
| 2017        | Legends of Chamberlain Heights                   | | 2 épisodes                                           |
| 2017        | Princesse Sofia                                  | Mlle Candoo | Saison 4, épisode 10                                 |
| 2017 - 2019 | Adam Ruins Everything                            | Tanya Gail / Skull / Lizzie Maggie                                                                                             | 1 épisode 1 épisode                                  |
| 2017 - 2019 | Si tu donnes un cookie à une souris              | Mère de Daisy | 2 épisodes                                           |
| 2018        | Avengers Rassemblement                           | Shuri | Saison 4, épisode 15                                 |
| 2018        | Steven Universe and the Dove Self-Esteem Project | Jasper | Saison 1, épisode 1                                  |
| 2018        | Universal Brawlers of the Universe               | A.L.P.A. / Fan de Lone Grace                                                                                                   | Téléfilm                                             |
| 2018        | Les Griffin                                      | Mère noire de sitcom | Saison 17, épisode 6                                 |
| 2018 - 2021 | La Bande à Picsou                                | Membres des Pirates de l'air                                                                                                   | 2 épisodes                                           |
| 2018 - 2022 | Abby Hatcher                                     | Enfant #6 | 52 épisodes                                          |
| 2019        | DC Super Hero Girls: Sweet Justice               | Karen Beecher-Duncan/Bumblebee / Eliza Danvers / Alexandra                                                                     | Téléfilm                                             |
| 2019        | Pinky Malinky                                    | Carl / Sophie | Saison 2, épisode 13                                 |
| 2019 - 2020 | DC Super Hero Girls: Super Shorts                | Karen Beecher-Duncan / Bumblebee Présentatrice télé                                                                            | 16 épisodes 2 épisodes                               |
| 2019 - 2020 | Steven Universe Future                           | Jasper Rose | 6 épisodes 1 épisode                                 |
| 2019 - 2021 | DC Super Hero Girls                              | Karen Beecher-Duncan / Bumblebee / Night Sting Eliza Danvers                                                                   | 57 épisodes 3 épisodes                               |
| 2019 - 2021 | Fast and Furious : Les Espions dans la course    | Wanda Benson | 7 épisodes                                           |
| 2019 - 2022 | Le monde de Bingo et Rolly                       | Mère de Darius | 3 épisodes                                           |
| 2019 - 2023 | Barbapapa en famille                             | Barbalala Barbotine | Saison 1 Saison 2 et 3                               |
| 2020        | Hoops                                            | Wendy | 2 épisodes                                           |
| 2020        | Infinity Train                                   | Vigile | Saison 3, épisode 9                                  |
| 2020        | Eau-Paisible                                     | Dahlia Daisy | 1 épisode 1 épisode                                  |
| 2020 - 2021 | Les pérégrinations d'Archibald                   | Hâche #2 | 2 épisodes                                           |
| 2020 - 2021 | Monkie Kid                                       | Reine Araignée Gardien du Savoir bleu                                                                                          | 6 épisodes 1 épisodes                                |
| 2020 - 2021 | Teen Titans Go!                                  | Bumblebee | 4 épisodes                                           |
| 2020 - 2021 | Scooby-Doo et Compagnie                          | Luna / Xander Maryanne Mulrooney / Professeure de danse Medusa / Conservatrice du musée / Femme riche                          | 1 épisode 1 épisode 1 épisode                        |
| 2020 - 2022 | Madagascar : la savane en délire                 | Kimmy Hedgie | 6 épisodes                                           |
| 2020 - 2022 | Annie & Pony                                     | Mère de Clara Inspecteur de la santé Technicienne                                                                              | 1 épisode 1 épisode 1 épisode                        |
| 2020 - 2023 | Luz à Osville                                    | Skara | 8 épisodes                                           |
| 2020 - 2023 | Animaniacs                                       | | 8 épisodes                                           |
| depuis 2020 | Baby Shark : L'Aventure sous l'eau               | Vola | 52 épisodes                                          |
| 2021        | Ninjala                                          | Emma | Saison 1, épisode 5                                  |
| 2021        | Cléopâtre dans l'espace                          | Amsaja | Saison 3, épisode 4                                  |
| 2021        | LEGO Monkie Kid: Revenge of the Spider Queen     | Reine Araignée | Téléfilm                                             |
| 2021        | Tig n' Seek                                      | Gardienne de Leila Maman / Willis                                                                                              | 1 épisode 1 épisode                                  |
| 2021        | Georges le petit curieux                         | Infirmière à l'admission | Saison 10, épisode 10                                |
| 2021        | This Duckburg Life                               | Judge Gyro Gearloos jeune Debbie Client du drive / Gentille petite vieille dame / Serveuse du Starbucks / Officiant de mariage | 2 épisodes 1 épisode 1 épisode                       |
| 2021        | Aquaman: King of Atlantis                        | Hammer | 2 épisodes                                           |
| 2021        | Tom et Jerry à New York                          | Lieutenant-général Mère Madame l'Ambassadrice                                                                                  | 1 épisode 1 épisode                                  |
| 2021        | Arcane                                           | Sky | 3 épisodes                                           |
| 2021        | South Park: Post Covid                           | Journaliste | Téléfilm                                             |
| 2021        | South Park : Post Covid : Le Retour du Covid     | Margaret Nelson | Téléfilm                                             |
| 2021        | Dragons : Les Neuf Royaumes                      | Wendy | Saison 1, épisode 5                                  |
| 2021 - 2022 | Amphibia                                         | Voix additionnelle | 2 épisodes                                           |
| 2021 - 2022 | Musclor et les Maîtres de l'univers              | Tila La Sorcière | 25 épisodes 23 épisodes                              |
| 2021 - 2022 | Wolfboy et la fabrique de l'étrange              | | 7 épisodes                                           |
| 2021 - 2023 | Spidey et ses amis extraordinaires               | Mère | 6 épisodes                                           |
| 2021 - 2023 | Les Green à Big City                             | Tracy | 3 épisodes                                           |
| 2021 - 2023 | American Dad!                                    | Chenise Agatha | 1 épisode 1 épisode                                  |
| 2021 - 2023 | Harriet l'espionne                               | Janie Gibbs | 19 épisodes                                          |
| 2021 - 2024 | Molly McGee et le Fantôme                        | Adia | 3 épisodes                                           |
| depuis 2021 | Les Simpson                                      | Lewis Clark | 4 épisodes                                           |
| 2022        | Robot Chicken                                    | Vieille femme / Reine maléfique                                                                                                | Saison 11, épisode 14                                |
| 2022        | The Boys présentent : Les Diaboliques            | PR Type | Saison 1, épisode 3                                  |
| 2022        | South Park The Streaming Wars Part 2             | Linda Black / Reese Witherspoon / Naomi Osaka / Annonceur PiPi de l'UrineworldTuca and Bertie                                  | Téléfilm                                             |
| 2022        | Tuca and Bertie                                  | | 2 épisodes                                           |
| 2022        | Barbie : à deux, c'est mieux                     | Lyla | 4 épisodes                                           |
| 2022        | Barbie Life in the City                          | Lyla | 2 épisodes                                           |
| 2022        | Le Cuphead Show !                                | Grand-mère éléphant | 3 épisodes                                           |
| 2022        | Star Trek: Prodigy                               | Commandant Kaseth | 2 épisodes                                           |
| 2022        | Équipe action                                    | Jackie Nelly | 7 épisodes 6 épisodes                                |
| 2022        | Dragon Age: Absolution                           | Miriam | 6 épisodes                                           |
| 2022        | Paradise Police                                  | | Saison 4, épisode 5                                  |
| 2022 - 2023 | Cool Attitude, encore plus cool                  | Harriet Basil | 2 épisodes 1 épisode                                 |
| 2022 - 2023 | James chez les bizarroïdes                       | Echo | 13 épisodes                                          |
| 2022 - 2023 | Les Razmoket                                     | Pierce | 3 épisodes                                           |
| 2022 - 2023 | Batwheels                                        | BO, le Bat-ordinateur | 25 épisodes                                          |
| 2022 - 2023 | Big Nate                                         | Donna Dina / Enfant Janey | 1 épisode 1 épisode 1 épisode                        |
| 2023        | Hamster et Gretel                                | Voix additionnelle | Saison 1, épisode 20                                 |
| 2023        | Harley Quinn                                     | Petite fille #1 | Saison 4, épisode 6                                  |
| 2023        | My Adventures with Superman                      | Jalana Olsen Enfant / Femme | 1 épisode 1 épisode                                  |
| 2023        | Young Love                                       | Voix additionnelle | Saison 1, épisode 4                                  |
| 2023        | Princess Power                                   | Alana Apple | Saison 2, épisode 19                                 |
| 2023        | South Park: Joining the Panderverse              | Kathleen Kennedy / Mitch Murphy du Panderverse                                                                                 | Téléfilm                                             |
| 2023        | South Park (Ne convient pas aux enfants)         | Janice | Téléfilm                                             |
| depuis 2023 | Moon Girl et Devil le Dinosaure                  | Alfretta / Dani | 9 épisodes                                           |
| depuis 2023 | Hailey sauve le monde                            | Tia / Voix additionnelle | 10 épisodes                                          |
| depuis 2023 | Krapopolis                                       | | 3 épisodes                                           |
| 2023 - 2024 | Last Cookie Standing                             | Chili Pepper Cookie | 4 épisodes                                           |
| 2023 - 2024 | Velma                                            | Susan | 2 épisodes                                           |
| 2024        | Megamind Rules!                                  | Voix additionnelle | Saison 1, épisode 1                                  |
| 2024        | Monstres et Cie : Au travail                     | Monstres | 3 épisodes                                           |
| 2024        | Ariel: Histoires de sirène                       | Voix additionnelle | Saison 1, épisode 1                                  |
| 2024        | Max and the Midknights                           | Susan / Viola | Saison 1, épisode 2                                  |
| 2024        | Zombies : la série ré-animée                     | Muddy Buddy | Saison 1, épisode 8                                  |
| 2024        | Batman, le justicier masqué                      | Ramona Romy Chandler | 1 épisode 1 épisode                                  |

### Jeux vidéo
| Year | Title                                         |
| ---- | --------------------------------------------- |
| 1997 | Goosebumps: Attack of the Mutant              |
| 1997 | Dark Reign: The Future of War                 |
| 1999 | D2                                            |
| 2000 | Dark Reign 2                                  |
| 2001 | Star Wars: Galactic Battlegrounds             |
| 2001 | Maximo                                        |
| 2003 | Star Wars: Knights of the Old Republic        |
| 2003 | Batman: Rise of Sin Tzu                       |
| 2004 | Gang de requins                               |
| 2004 | EverQuest II                                  |
| 2005 | The Matrix: Path of Neo                       |
| 2006 | Dead Rising                                   |
| 2006 | Bullet Witch                                  |
| 2007 | Spider-Man 3                                  |
| 2007 | Clive Barker's Jericho                        |
| 2007 | Supreme Commander: Forged Alliance            |
| 2007 | Mass Effect                                   |
| 2007 | No More Heroes                                |
| 2008 | Metal Gear Solid 4: Guns of the Patriots      |
| 2008 | Spider-Man : Le Règne des ombres              |
| 2008 | Tom Clancy's EndWar                           |
| 2009 | Stormrise                                     |
| 2009 | Infamous                                      |
| 2009 | Batman: Arkham Asylum                         |
| 2009 | Marvel: Ultimate Alliance 2                   |
| 2009 | Dragon Age: Origins                           |
| 2009 | James Cameron's Avatar: The Game              |
| 2010 | No More Heroes 2: Desperate Struggle          |
| 2010 | Mass Effect 2                                 |
| 2010 | Supreme Commander 2                           |
| 2010 | Lost Planet 2                                 |
| 2011 | Batman: Arkham City                           |
| 2011 | Saints Row: The Third                         |
| 2012 | Mass Effect 3                                 |
| 2012 | Lollipop Chainsaw                             |
| 2012 | Guild Wars 2                                  |
| 2012 | XCOM: Enemy Unknown                           |
| 2012 | Dishonored                                    |
| 2012 | Halo 4                                        |
| 2013 | Aliens: Colonial Marines                      |
| 2013 | BioShock Infinite                             |
| 2013 | Injustice: Gods Among Us                      |
| 2013 | Marvel Heroes                                 |
| 2013 | Infinity Blade III                            |
| 2013 | The Legend of Heroes: Trails of Cold Steel    |
| 2013 | Call of Duty: Ghosts                          |
| 2013 | Lightning Returns: Final Fantasy XIII         |
| 2014 | Hearthstone                                   |
| 2014 | Infamou: Second Son                           |
| 2014 | Smite                                         |
| 2014 | The Legend of Heroes: Trails of Cold Steel II |
| 2014 | Skylanders: Trap Team                         |
| 2014 | Lego Batman 3 : Au-delà de Gotham             |
| 2015 | Code Name: S.T.E.A.M.                         |
| 2015 | Skylanders: SuperChargers                     |
| 2015 | Halo 5: Guardians                             |
| 2015 | Call of Duty: Black Ops III                   |
| 2015 | Fallout 4                                     |
| 2016 | Skylanders: Imaginators                       |
| 2017 | Minecraft: Story Mode                         |
| 2017 | LawBreakers                                   |
| 2017 | South Park: Phone Destroyer                   |
| 2017 | South Park : L'Annale du destin               |
| 2018 | Where the Water Tastes Like Wine              |
| 2018 | Far Cry 5                                     |
| 2018 | World of Warcraft: Battle for Azeroth         |
| 2019 | Travis Strikes Again: No More Heroes          |
| 2019 | Far Cry: New Dawn                             |
| 2019 | Final Fantasy XV                              |
| 2020 | Legends of Runeterra                          |
| 2020 | Ninjala                                       |
| 2020 | The Legend of Heroes: Trails of Cold Steel IV |
| 2021 | Subnautica: Below Zero                        |
| 2021 | Ratchet and Clank: Rift Apart                 |
| 2021 | No More Heroes III                            |
| 2021 | Psychonauts 2                                 |
| 2021 | Cookie Run: Kingdom                           |
| 2022 | Evil Dead: The Game                           |
| 2023 | Destiny 2                                     |